# Collegio elettorale dell'Aquila (Senato della Repubblica)
Il collegio dell'Aquila fu un collegio elettorale uninominale della Repubblica Italiana appartenente alla Circoscrizione Abruzzo; fu utilizzato per eleggere un senatore della Repubblica dalla XII alla XIV legislatura.

## Storia
Nel 1993, con la cosiddetta Legge Mattarella (Legge n. 276, Norme per l'elezione del Senato della Repubblica), attuata in seguito al referendum abrogativo del 1993, venne istituito per la Camera e per il Senato un sistema di elezione misto, in parte maggioritario e in parte proporzionale. Il 75% dei parlamentari dell'assemblea veniva eletto in collegi uninominali tramite sistema maggioritario a turno unico; il restante 25% al Senato veniva eletto tramite recupero proporzionale dei più votati non eletti attraverso un meccanismo di calcolo denominato "scorporo", cioè sottraendo dal conteggio dei voti totali di una lista nella parte proporzionale i voti ottenuti dai candidati collegati alla medesima lista che erano eletti nei collegi uninominali con il sistema maggioritario.
Venne così creato di collegio dell'Aquila, nato dalla fusione del collegio di Avezzano e di parte del collegio di L'Aquila-Sulmona.

## Territorio
Il collegio dell'Aquila era uno dei 5 collegi uninominali in cui era suddiviso l'Abruzzo; comprendeva i seguenti comuni, facenti parte della provincia dell'Aquila: Acciano, Aielli, Alfedena, Ateleta, Avezzano, Balsorano, Barete, Barisciano, Barrea, Bisegna, Cagnano Amiterno, Calascio, Campotosto, Canistro, Capestrano, Capistrello, Capitignano, Caporciano, Cappadocia, Carapelle Calvisio, Carsoli, Castel del Monte, Castel di Ieri, Castel di Sangro, Castellafiume, Castelvecchio Calvisio, Castelvecchio Subequo, Celano, Cerchio, Civita d'Antino, Civitella Alfedena, Civitella Roveto, Collarmele, Collelongo, Collepietro, Fagnano Alto, Fontecchio, Fossa, Gagliano Aterno, Gioia dei Marsi, Goriano Sicoli, L'Aquila, Lecce nei Marsi, Luco dei Marsi, Lucoli, Magliano de' Marsi, Massa d'Albe, Molina Aterno, Montereale, Morino, Navelli, Ocre, Ofena, Opi, Oricola, Ortona dei Marsi, Ortucchio, Ovindoli, Pereto, Pescasseroli, Pescina, Pescocostanzo, Pizzoli, Poggio Picenze, Prata d'Ansidonia, Rivisondoli, Rocca di Botte, Rocca di Cambio, Rocca di Mezzo, Roccaraso, San Benedetto dei Marsi, San Benedetto in Perillis, San Demetrio ne' Vestini, San Pio delle Camere, San Vincenzo Valle Roveto, Sant'Eusanio Forconese, Sante Marie, Santo Stefano di Sessanio, Scontrone, Scoppito, Scurcola Marsicana, Secinaro, Tagliacozzo, Tione degli Abruzzi, Tornimparte, Trasacco, Villa Sant'Angelo, Villa Santa Lucia degli Abruzzi, Villavallelonga, Villetta Barrea.

## Dati elettorali

### XII legislatura
| Partito                            | Partito                                   | Candidato                          | Risultati 27 marzo 1994 | Risultati 27 marzo 1994 |
| Partito                            | Partito                                   | Candidato                          | Voti                    | %                       |
| ---------------------------------- | ----------------------------------------- | ---------------------------------- | ----------------------- | ----------------------- |
|                                    | Alleanza dei Progressisti                 | Ferdinando Di Orio                 | 48 660                  | 34,22                   |
|                                    | Alleanza Nazionale                        | Angelo Bernardini                  | 35 328                  | 24,84                   |
|                                    | Forza Italia-Centro Cristiano Democratico | Venanzio D'Ambrosio                | 26 140                  | 18,38                   |
|                                    | Patto per l'Italia                        | Marco Conti                        | 23 081                  | 16,23                   |
|                                    | Centro                                    | Enzo Lombardi                      | 9 006                   | 6,33                    |
|                                    |                                           |                                    |                         |                         |
| Iscritti                           | Iscritti                                  | Iscritti                           | 197 961                 | 100,00                  |
| ↳ Votanti (% su iscritti)          | ↳ Votanti (% su iscritti)                 | ↳ Votanti (% su iscritti)          | 157 066                 | 79,34                   |
| ↳ Voti validi (% su votanti)       | ↳ Voti validi (% su votanti)              | ↳ Voti validi (% su votanti)       | 142 215                 | 90,54                   |
| ↳ Schede non valide (% su votanti) | ↳ Schede non valide (% su votanti)        | ↳ Schede non valide (% su votanti) | 14 851                  | 9,46                    |
| ↳ Astenuti (% su iscritti)         | ↳ Astenuti (% su iscritti)                | ↳ Astenuti (% su iscritti)         | 40 895                  | 20,66                   |

### XIII legislatura
| Partito                            | Partito                            | Candidato                          | Risultati 21 aprile 1996 | Risultati 21 aprile 1996 |
| Partito                            | Partito                            | Candidato                          | Voti                     | %                        |
| ---------------------------------- | ---------------------------------- | ---------------------------------- | ------------------------ | ------------------------ |
|                                    | L'Ulivo                            | Ferdinando Di Orio                 | 66 100                   | 47,10                    |
|                                    | Polo per le Libertà                | Doriano Di Benedetto               | 65 250                   | 46,50                    |
|                                    | Movimento Sociale Fiamma Tricolore | Domenico Casciere                  | 8 987                    | 6,40                     |
|                                    |                                    |                                    |                          |                          |
| Iscritti                           | Iscritti                           | Iscritti                           | 200 954                  | 100,00                   |
| ↳ Votanti (% su iscritti)          | ↳ Votanti (% su iscritti)          | ↳ Votanti (% su iscritti)          | 153 722                  | 76,50                    |
| ↳ Voti validi (% su votanti)       | ↳ Voti validi (% su votanti)       | ↳ Voti validi (% su votanti)       | 140 337                  | 91,29                    |
| ↳ Schede non valide (% su votanti) | ↳ Schede non valide (% su votanti) | ↳ Schede non valide (% su votanti) | 13 385                   | 8,71                     |
| ↳ Astenuti (% su iscritti)         | ↳ Astenuti (% su iscritti)         | ↳ Astenuti (% su iscritti)         | 47 232                   | 23,50                    |

### XIV legislatura
| Partito                            | Partito                            | Candidato                          | Risultati 13 maggio 2001 | Risultati 13 maggio 2001 |
| Partito                            | Partito                            | Candidato                          | Voti                     | %                        |
| ---------------------------------- | ---------------------------------- | ---------------------------------- | ------------------------ | ------------------------ |
|                                    | Casa delle Libertà                 | Maria Claudia Ioannucci            | 67 809                   | 46,02                    |
|                                    | L'Ulivo                            | Ottaviano Del Turco                | 60 446                   | 41,02                    |
|                                    | Rifondazione Comunista             | Giulio Petrilli                    | 5 547                    | 3,76                     |
|                                    | Lista Di Pietro                    | Ennio Molina                       | 4 801                    | 3,26                     |
|                                    | Fronte Nazionale                   | Paolo Vecchioli                    | 3 858                    | 2,62                     |
|                                    | Democrazia Europea                 | Sante Nardocci                     | 3 297                    | 2,24                     |
|                                    | Pannella-Bonino                    | Raimondo Felici                    | 1 602                    | 1,09                     |
|                                    |                                    |                                    |                          |                          |
| Iscritti                           | Iscritti                           | Iscritti                           | 199 705                  | 100,00                   |
| ↳ Votanti (% su iscritti)          | ↳ Votanti (% su iscritti)          | ↳ Votanti (% su iscritti)          | 158 358                  | 79,30                    |
| ↳ Voti validi (% su votanti)       | ↳ Voti validi (% su votanti)       | ↳ Voti validi (% su votanti)       | 147 360                  | 93,05                    |
| ↳ Schede non valide (% su votanti) | ↳ Schede non valide (% su votanti) | ↳ Schede non valide (% su votanti) | 10 998                   | 6,95                     |
| ↳ Astenuti (% su iscritti)         | ↳ Astenuti (% su iscritti)         | ↳ Astenuti (% su iscritti)         | 41 347                   | 20,70                    |